# Angelo Maria Jacazzi
Angelo Maria Jacazzi (Gorizia, 13 giugno 1926 – Aversa, 9 febbraio 2015) è stato un politico e partigiano italiano, eletto nella IV, V e VI legislatura alla Camera dei deputati.

## Biografia
Nato a Gorizia si trasferisce prima a Roma dove entra attivamente nel movimento di Resistenza dal 1943, e successivamente in Campania, prima a Eboli e poi stabilmente ad Aversa.
Membro della segreteria del partito della provincia di Caserta, guidato da Giorgio Napolitano, consigliere provinciale, viene eletto alla Camera nelle elezioni politiche del 1963 e riconfermato nel 1968 e 1972.
Contrario alla svolta della Bolognina, Jacazzi è tra i fondatori del Partito della Rifondazione Comunista prima e poi nel 1998 dei Comunisti Italiani. Nel 2010 viene candidato alle elezioni provinciali di Caserta nella lista della Federazione della Sinistra, senza risultare eletto. Muore all'età di 88 anni nel febbraio 2015